# Helikopterflygplats

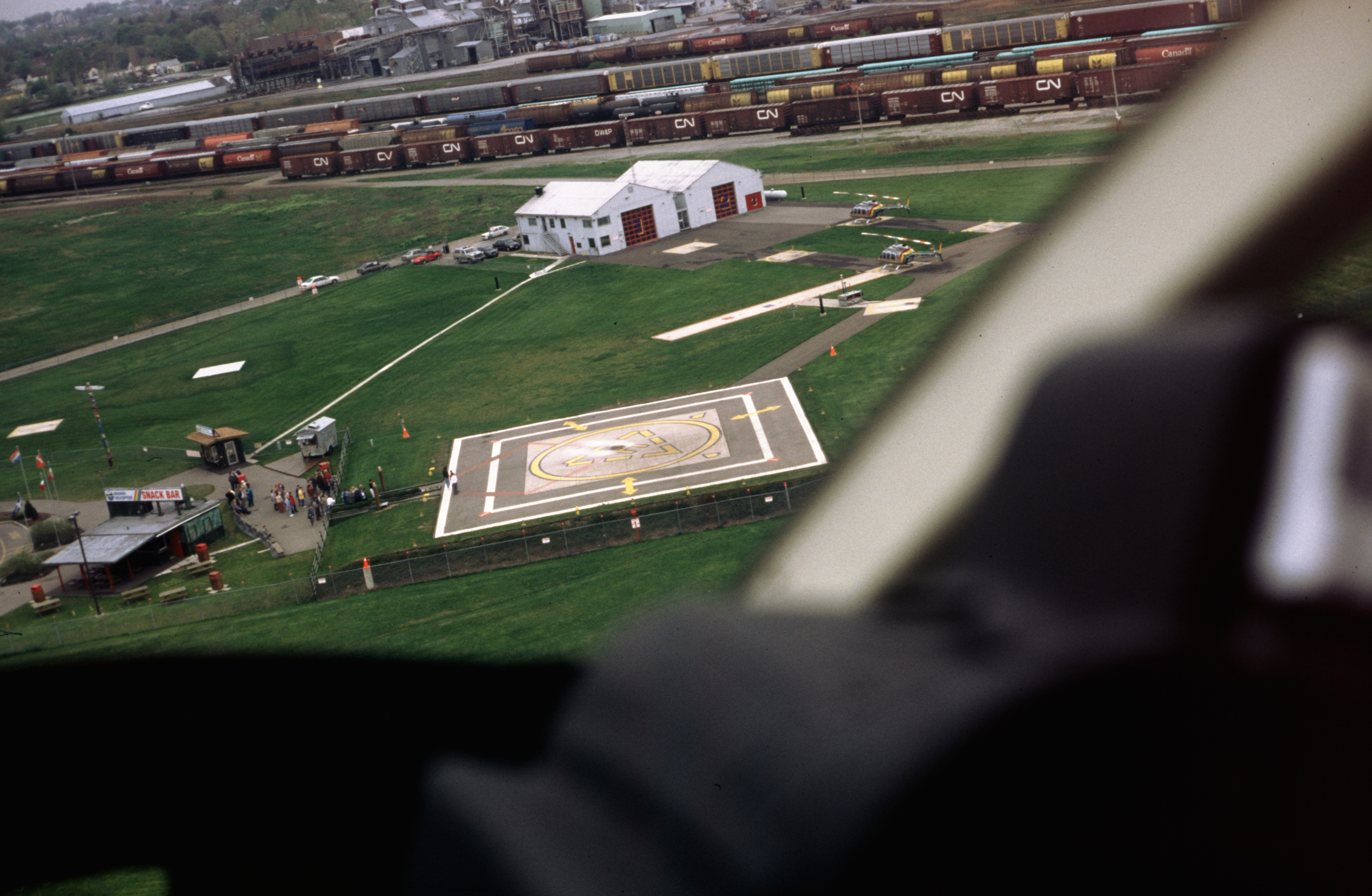
En helikopterflygplats vid Niagara Falls i Ontario i Kanada.

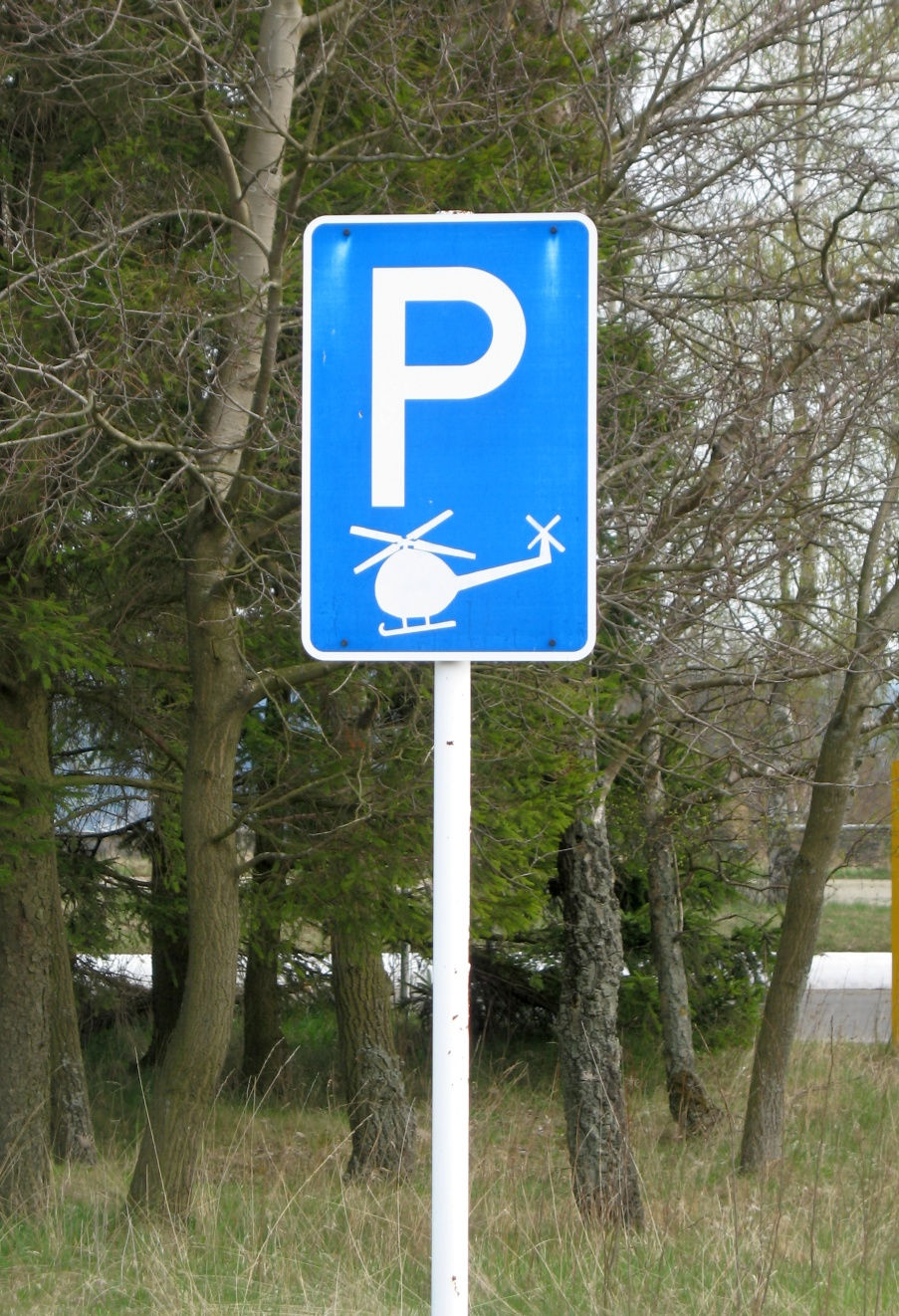
Helikopterparkering i Tyskland.

Helikopterflygplats, eller heliport, är en liten flygplats, som är avsedd endast för användning av helikoptrar. Helikopterflygplatser har vanligen en eller flera helikopterplattor och kan ha begränsad infrastruktur i form av bränsledepåer, hangarer och verkstäder. 
De tidiga förespråkarna för helikoptrar hoppades att antalet helikopterflygplatser skulle bli omfattande, men de har blivit omstridda i tätorter på grund av bullerproblem. Större akutsjukhus har en helikopterplatta för ambulanshelikoptrar. 

## Exempel på helikopterflygplatser i Sverige
- Berga helikopterflygplats
- Bodens helikopterflygplats
- Göviken Heliport